# Pitkäluoto (ö i Södra Karelen, Villmanstrand, lat 61,11, long 27,95)
Pitkäluoto är en ö i Finland. Den ligger i sjön Saimen och i kommunen Klemis i den ekonomiska regionen  Villmanstrands ekonomiska region  och landskapet Södra Karelen, i den södra delen av landet, 190 km nordost om huvudstaden Helsingfors. Öns area är 0,2 hektar och dess största längd är 100 meter i sydöst-nordvästlig riktning.